# Shrek (personaje)
Shrek es un personaje de un ogro creado por el escritor estadounidense William Steig, Shrek es el protagonista del libro de 1990, adaptado por DreamWorks Animation en la película homónima del año 2001, que dio inicio a una franquicia que involucra películas, series de televisión, musicales, entre otros productos de consumo y artículos coleccionables.
El nombre "Shrek" se deriva de la palabra alemana Schreck, que significa "miedo" o "terror".
Su voz en inglés es original del actor Mike Myers, aunque mucho antes se había planeado para Nicolas Cage y Bill Murray. En el musical, la voz fue planeada inicialmente para Chris Farley antes de su muerte en 1997, pero finalmente fue interpretado principalmente por Brian D'Arcy James. La voz original para los videojuegos, cortos y otros medios de la saga es de Michael Gough. En Latinoamérica, es doblado por el actor de doblaje mexicano Alfonso Obregón, mientras que en España lo hace el humorista y actor Juan Antonio Muñoz.
El 21 de mayo de 2010, el personaje Shrek recibió una estrella en el Paseo de la Fama de Hollywood en Los Ángeles. En junio de 2010, Entertainment Weekly lo nombró uno de los 100 mejores personajes de los últimos 20 años.

## Descripción
Shrek es un ogro verde con un acento escocés que vive en un pantano en forma solitaria y segura. Allí reside felizmente, asustando a los humanos que se aventuran o se pierden. Al igual que todos los ogros de los cuentos tradicionales, Shrek tiene hábitos repugnantes como bañarse en lodo o comer insectos. Conoce a un burro parlante que escapa de las crueldades de su ama, quien se convertirá en su gran amigo y colaborador. Hasta que un día descubre que el lugar ha sido invadido por personajes de cuentos de hadas que han sido expulsados de la comarca por el villano Lord Farquaad. Luego de hablar con este, acepta tratar de rescatar a la joven princesa Fiona que, a cambio de que Farquaad saque a todos los personajes de cuentos de hadas del pantano. Luego se casa con Fiona y forma una familia con tres hijos trillizos llamados Farkle, Fergus y Felicia. Así, de ser un ogro, Shrek pasa a convertirse en un simpático y valiente héroe, pasando por las etapas del viaje del héroe descrito por el escritor Joseph Campbell.